# Grzyb (Kamienie Brodzińskiego)

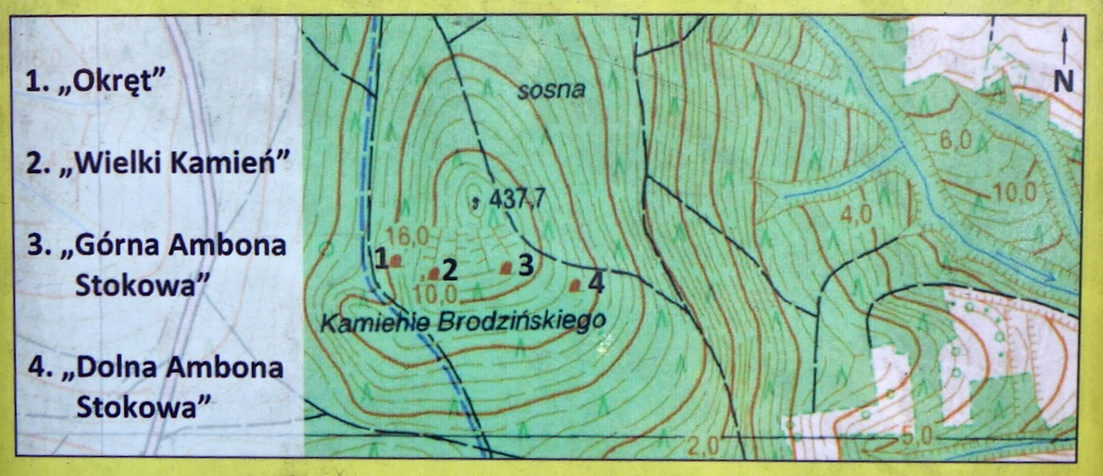
Lokalizacja skał Kamieni Brodzińskiego

Grzyb – skała w grupie Kamieni Brodzińskiego, znajdująca się na granicy wsi Rajbrot i Lipnica Murowana w województwie małopolskim, w powiecie bocheńskim, w gminie Lipnica Murowana. Pod względem geograficznym rejon ten należy do Pogórza Wiśnickiego w obrębie Pogórza Zachodniobeskidzkiego.
Grzyb wraz ze skałą Wysoką zaliczany jest do Kamieni Brodzińskiego, ale obydwie te skały nie znajdują się w ich zwartej grupie na szczycie Paprocka (także Paprotnej), lecz około 100 – 150 m na południowy wschód od największej skały Kamieni Brodzińskiego – Wielkiego Kamienia. Ponadto Grzyb i Wysoka nie są pomnikami przyrody.
W niektórych opracowaniach Grzyb ma nazwę Górna Ambona Stokowa. Skała znajduje się w lesie, ma wysokość 5–7 m, długość 10 m i szerokość 8 m. Podzielona jest na dwie części korytarzem o pionowych ścianach i szerokości dochodzącej do 1,5 m. Wschodnia część skały przemieściła się grawitacyjnie i pochyliła pod kątem około 20°. Skała zbudowana jest z piaskowca istebniańskiego o zmiennym uziarnieniu tworzącego poziome warstwy przedzielone fugami lub pasami komórkowych struktur.

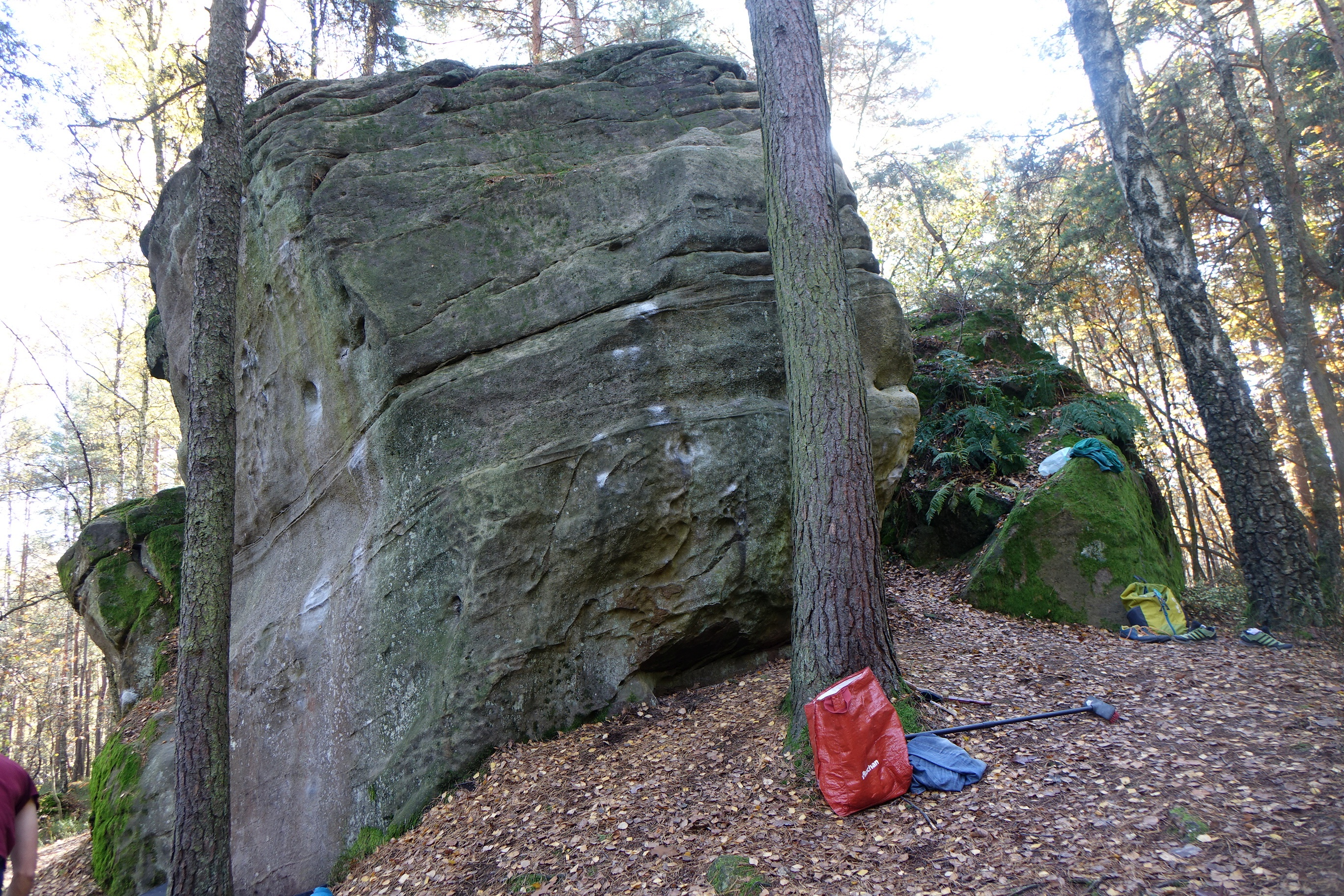
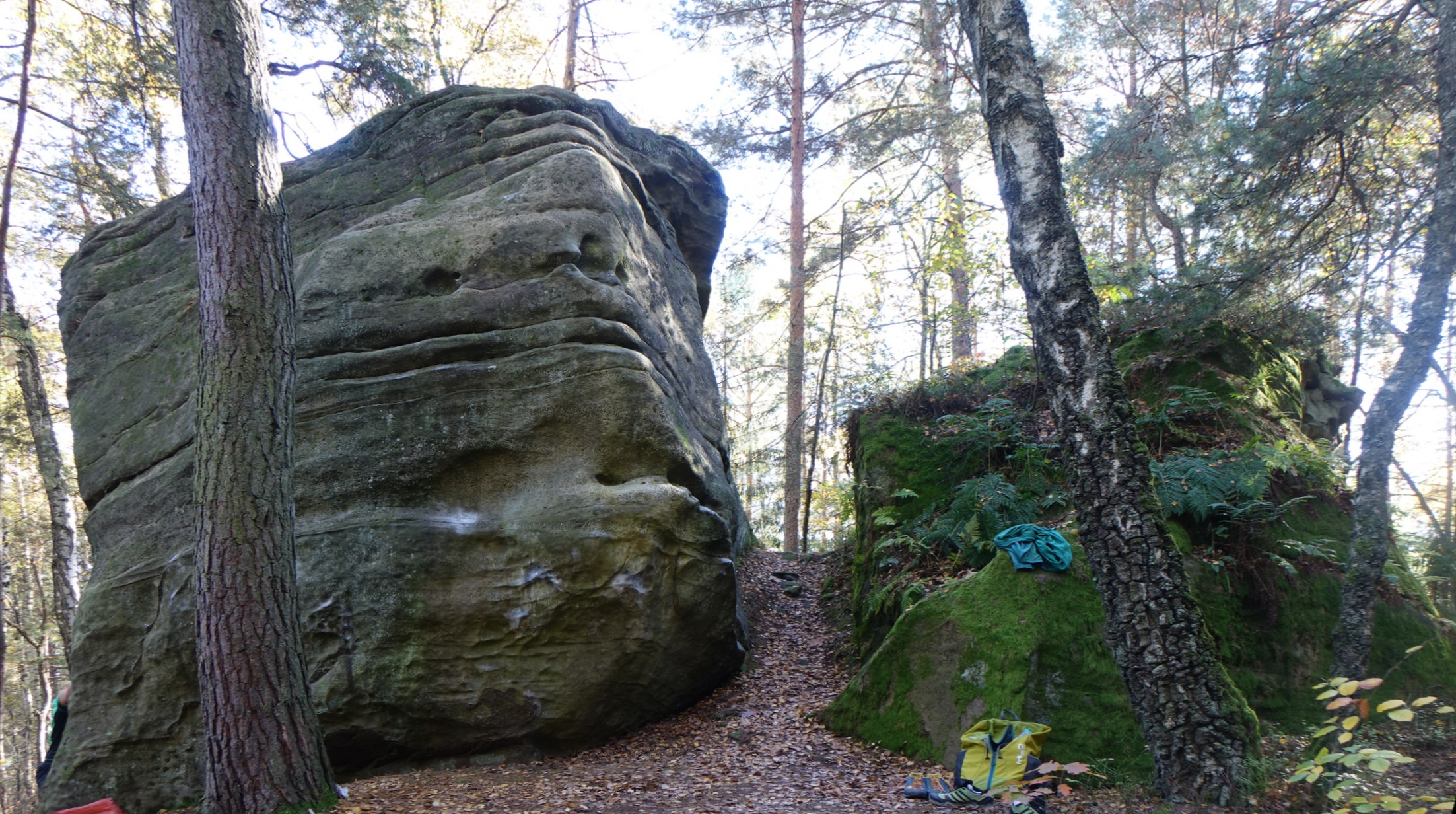
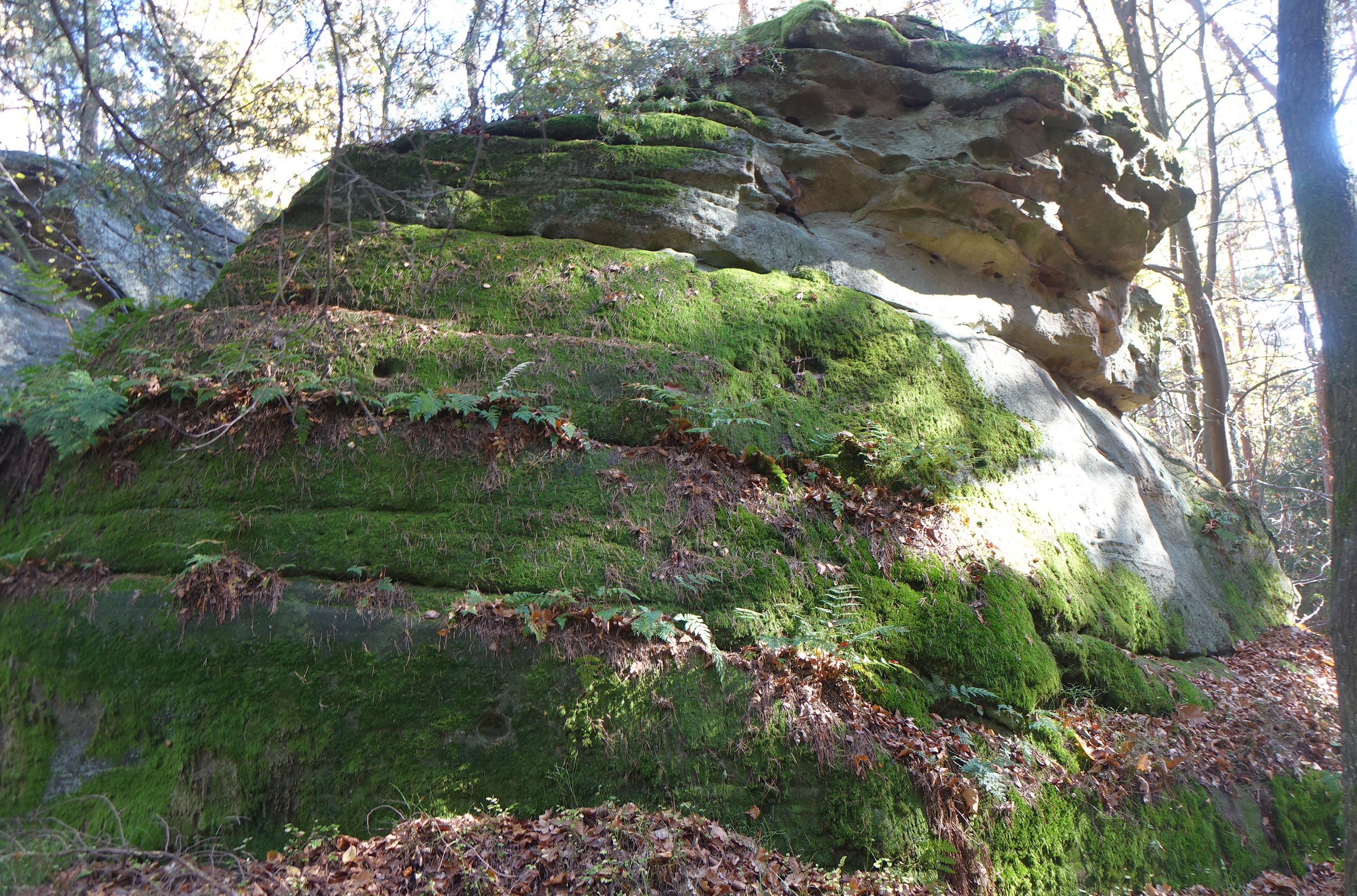
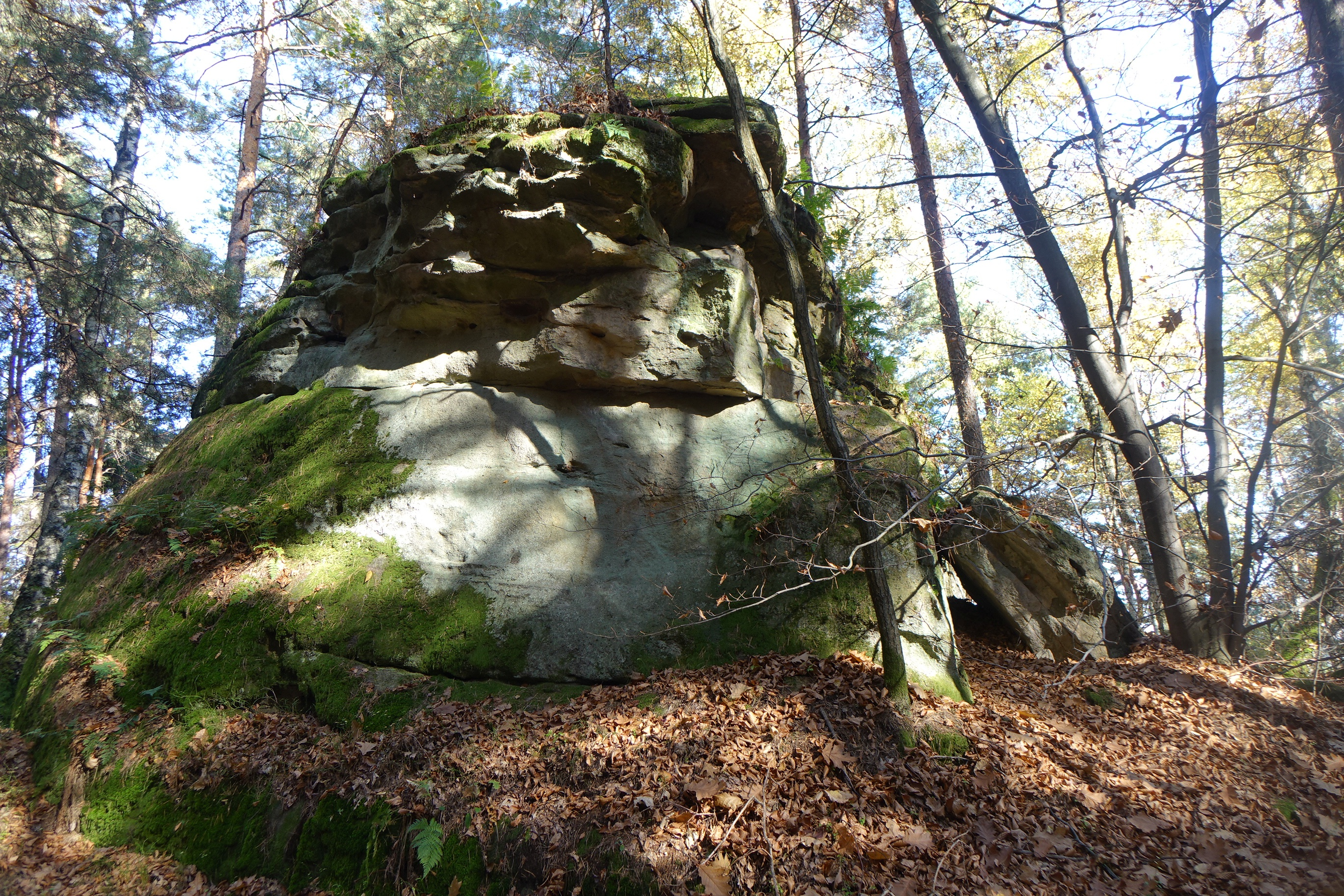
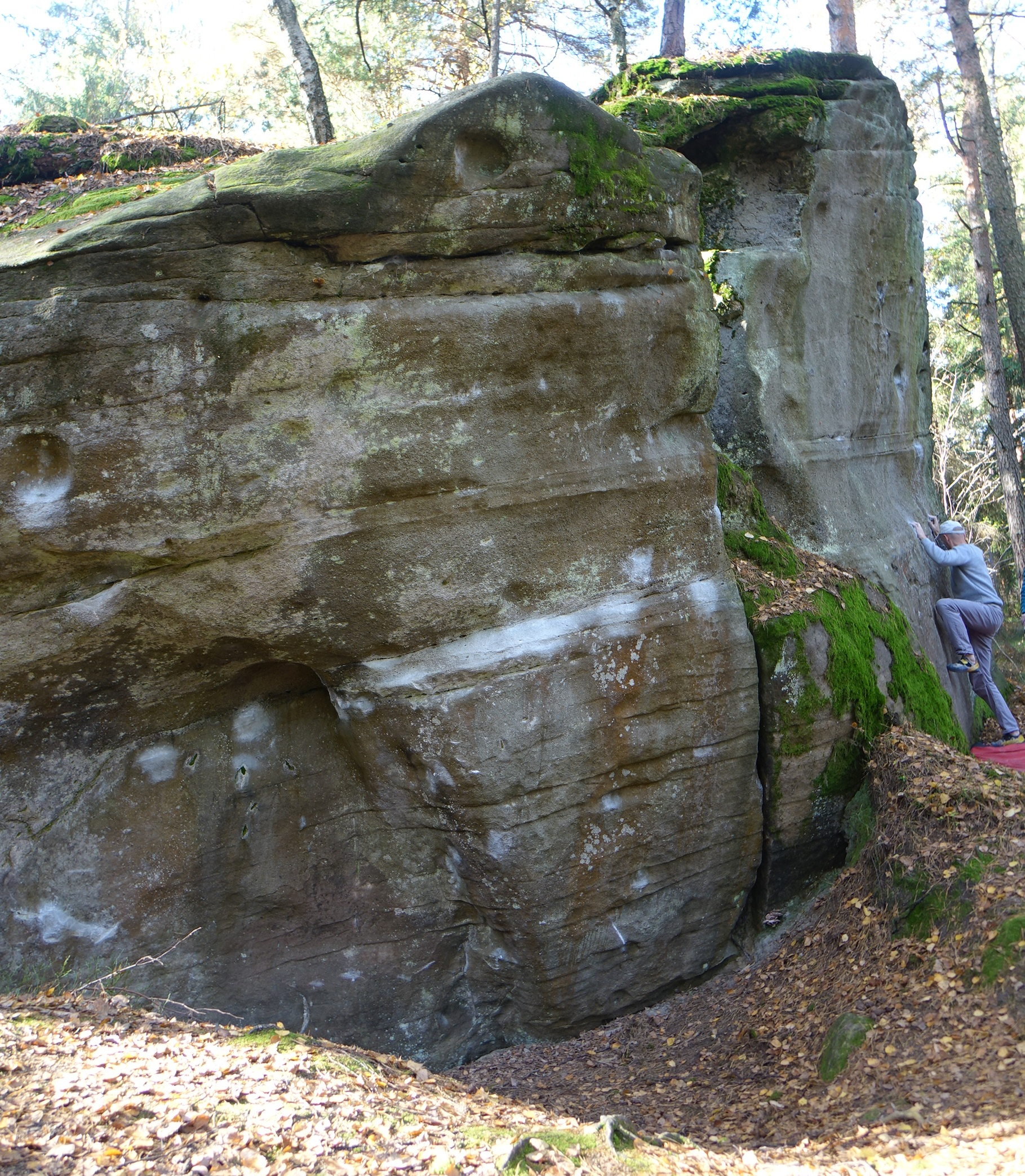

## Bouldering
Na południowej, wschodniej i północnej ścianie Grzyba uprawiany jest bouldering. Wspinano się tutaj już w latach 90. XX wieku. Jest 19 dróg wspinaczkowych (baldów) oraz 5 kombinacji. Mają trudność od 6b do 8a w skali francuskiej. Skała jest solidna, lądowisko płaskie, start do wszystkich baldów z pozycji stojącej lub siedzącej.

Ściana południowa
1. Pi; 6c
2. Oczy węża; 7a+
3. Martin Schmitt; 6b
4. Cube; 6c+
5. Matrix; 6c+
6. !; 6a
7. Szerszeń; 6a+
8. Oli; 7a
9. Zagacie; 7b
10. Klaudyna; 6c

Ściana wschodnia
1. Maxdyno; 7c
2. Trawers Karnasia; 7a
3. Trupiarnia; 8a+
4. Daito; 7a+

Ściana północna
1. Ctrl; 6c
2. Robusta; 6b
3. Spacja; 7a
4. ?; 6b
5. Wejściowy; 6b

Kombinacje
1. Droga do Zagacia; 7b+
2. Mania wielkości; 7b
3. Daimito; 7b
4. Lekka bucówa; 7a
5. Pantalony; 6c[4].